# Tossiat
Tossiat ist eine französische Gemeinde mit 1.389 Einwohnern (Stand 1. Januar 2022) im Département Ain in der Region Auvergne-Rhône-Alpes. Sie gehört zum Kanton Ceyzériat im Arrondissement Bourg-en-Bresse.

## Geographie
Die Gemeinde Tossiat liegt im Südosten der Bresse zwischen den Dombes im Südwesten und dem Revermont im Nordosten, elf Kilometer südöstlich von Bourg-en-Bresse am Fluss Reyssouze, in den an der nordwestlichen Gemeindegrenze der Zufluss Leschère einmündet. Nachbargemeinden sind Revonnas im Nordosten, Journans im Osten, Saint-Martin-du-Mont im Südosten und Süden, Certines im Westen und Montagnat im Nordwesten.
Der Ort wird vom Oberlauf des Flusses Reyssouze durchquert, im Westen des Gemeindegebietes verläuft die Autobahn A40 in Nord-Süd-Richtung.

## Sehenswürdigkeiten
- Kirche Saint-Marcel
- zwei ehemalige öffentliche Waschhäuser (Lavoirs)

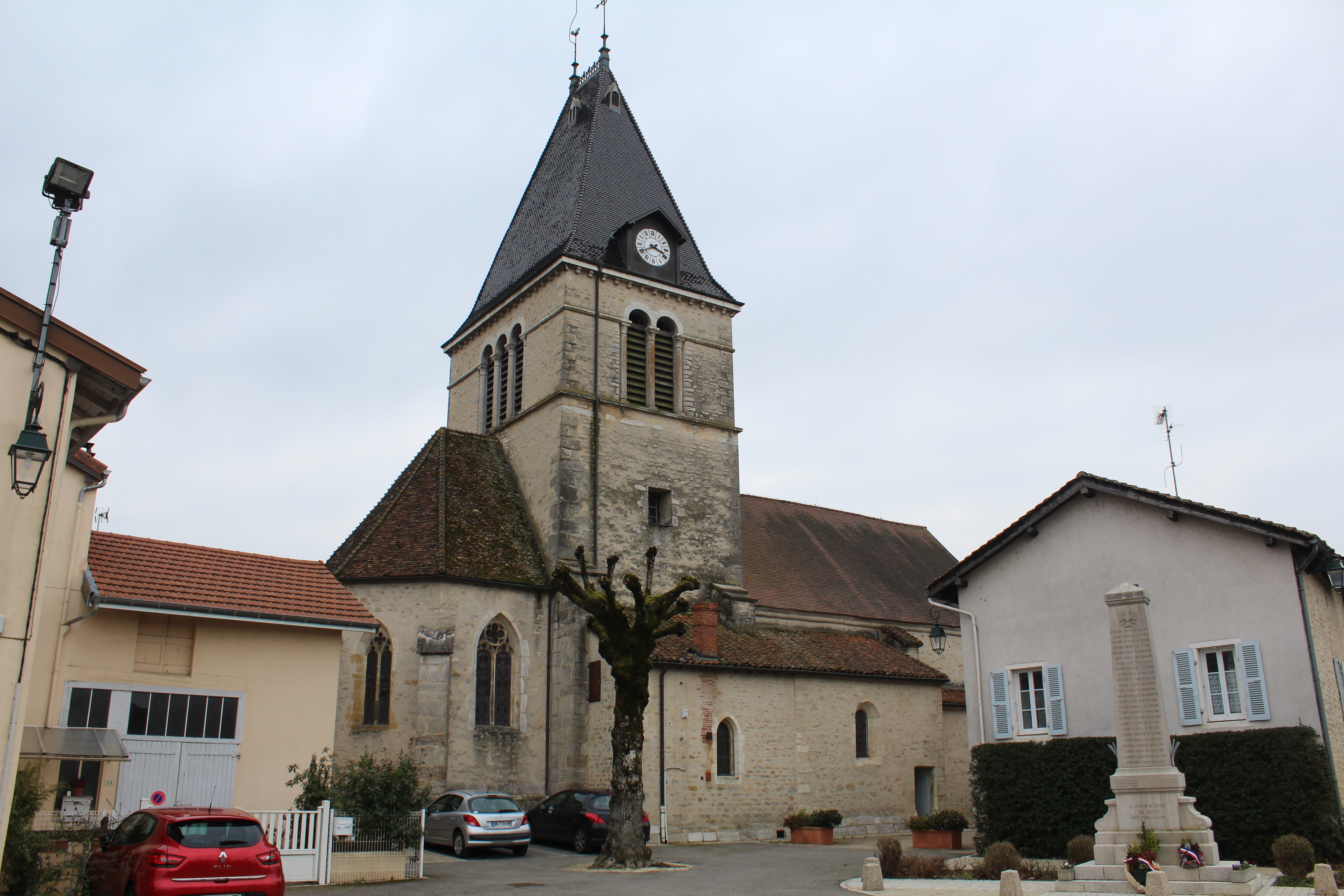
Kirche Saint-Marcel
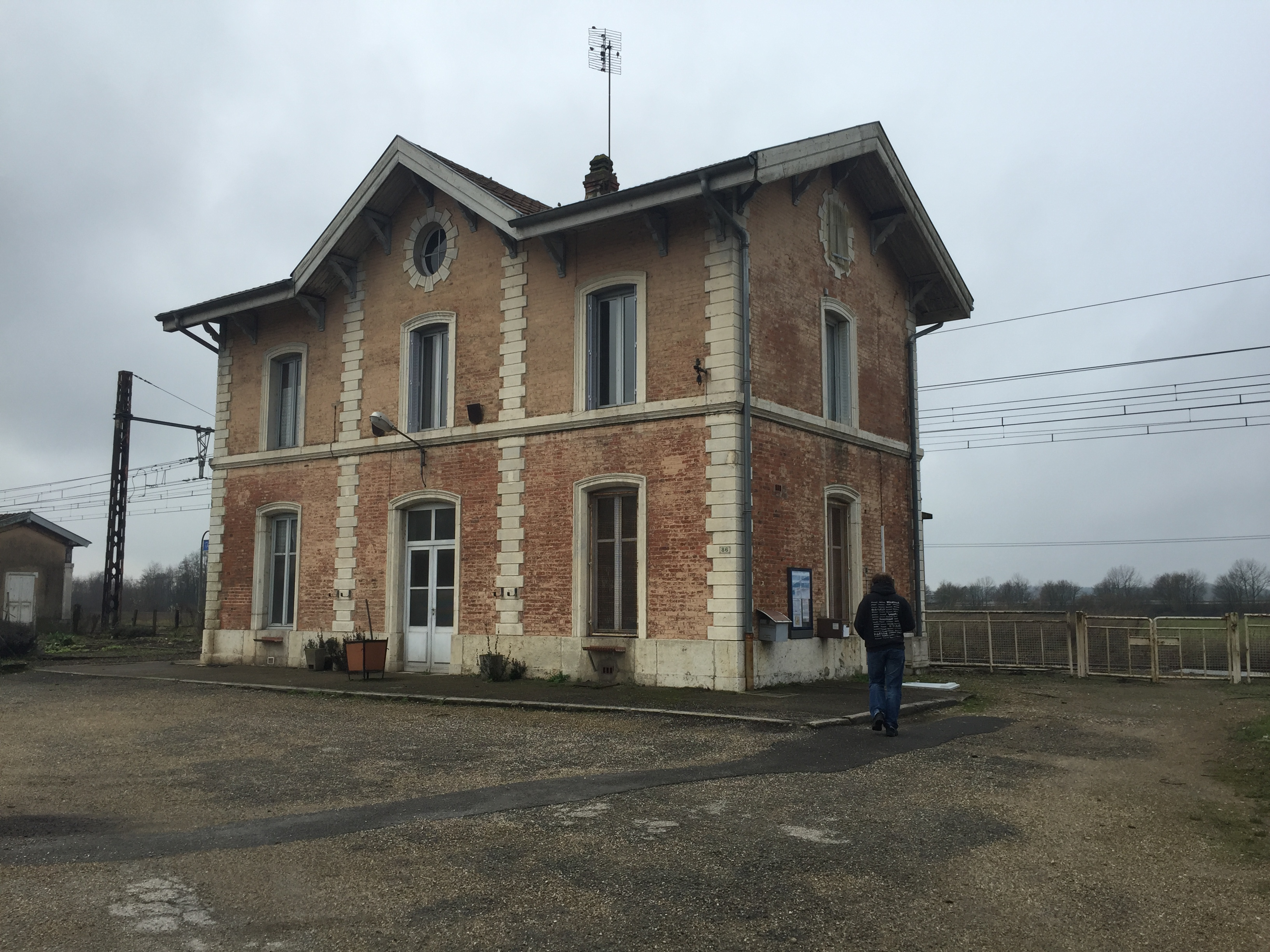
Bahnhof La Vavrette-Tossiat
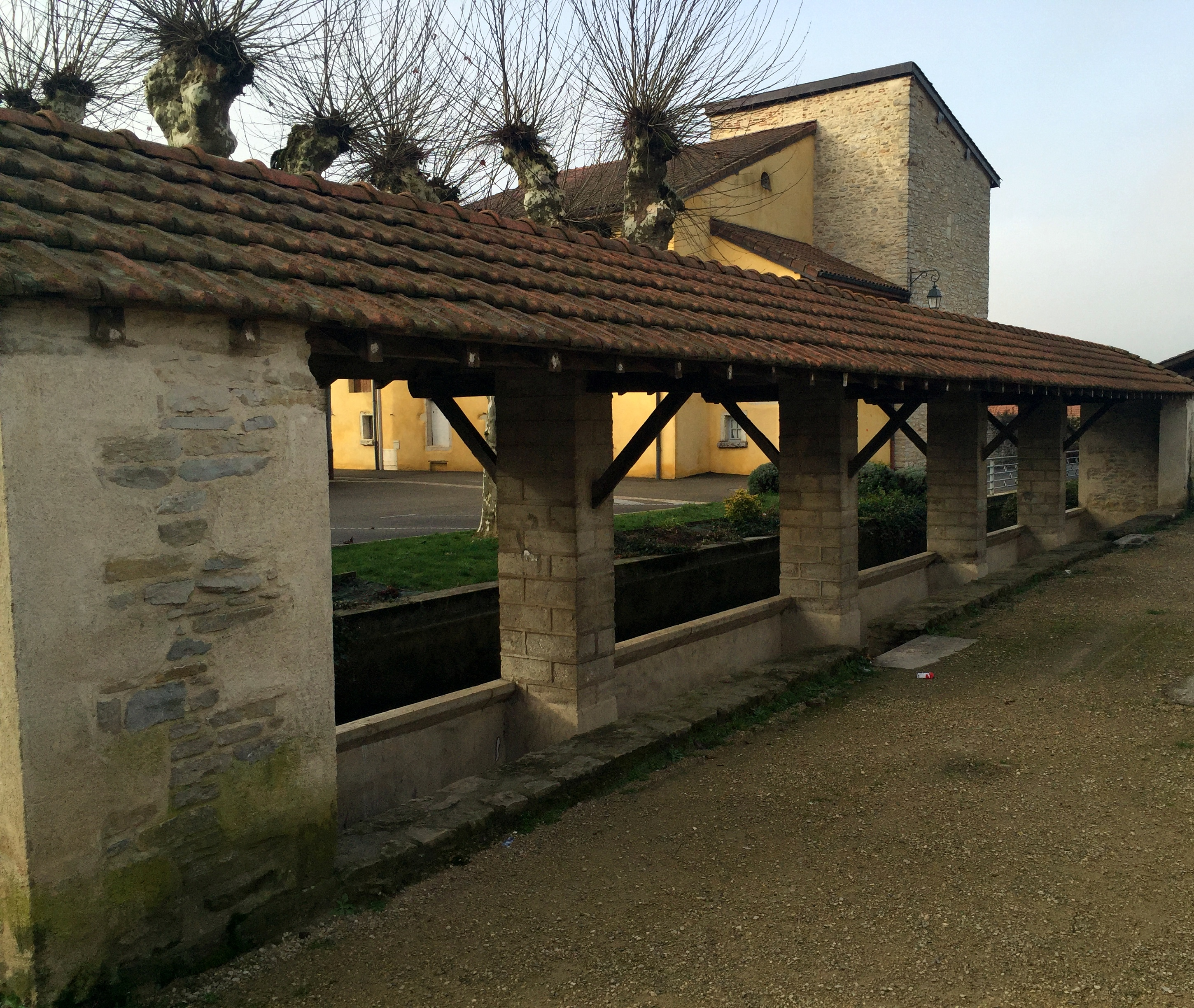
Lavoir in Tossiat
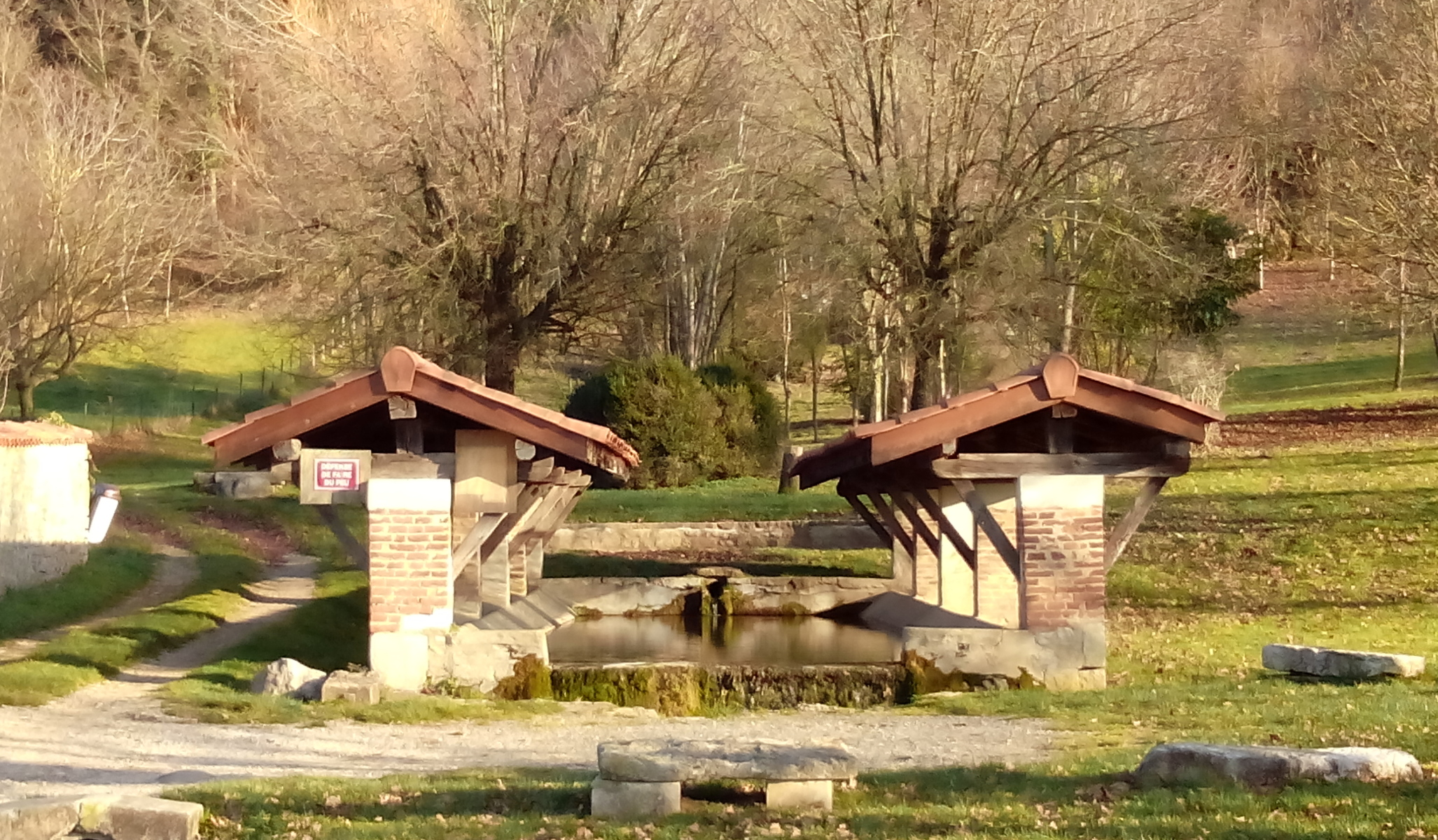
Lavoir im Ortsteil La Chanaz
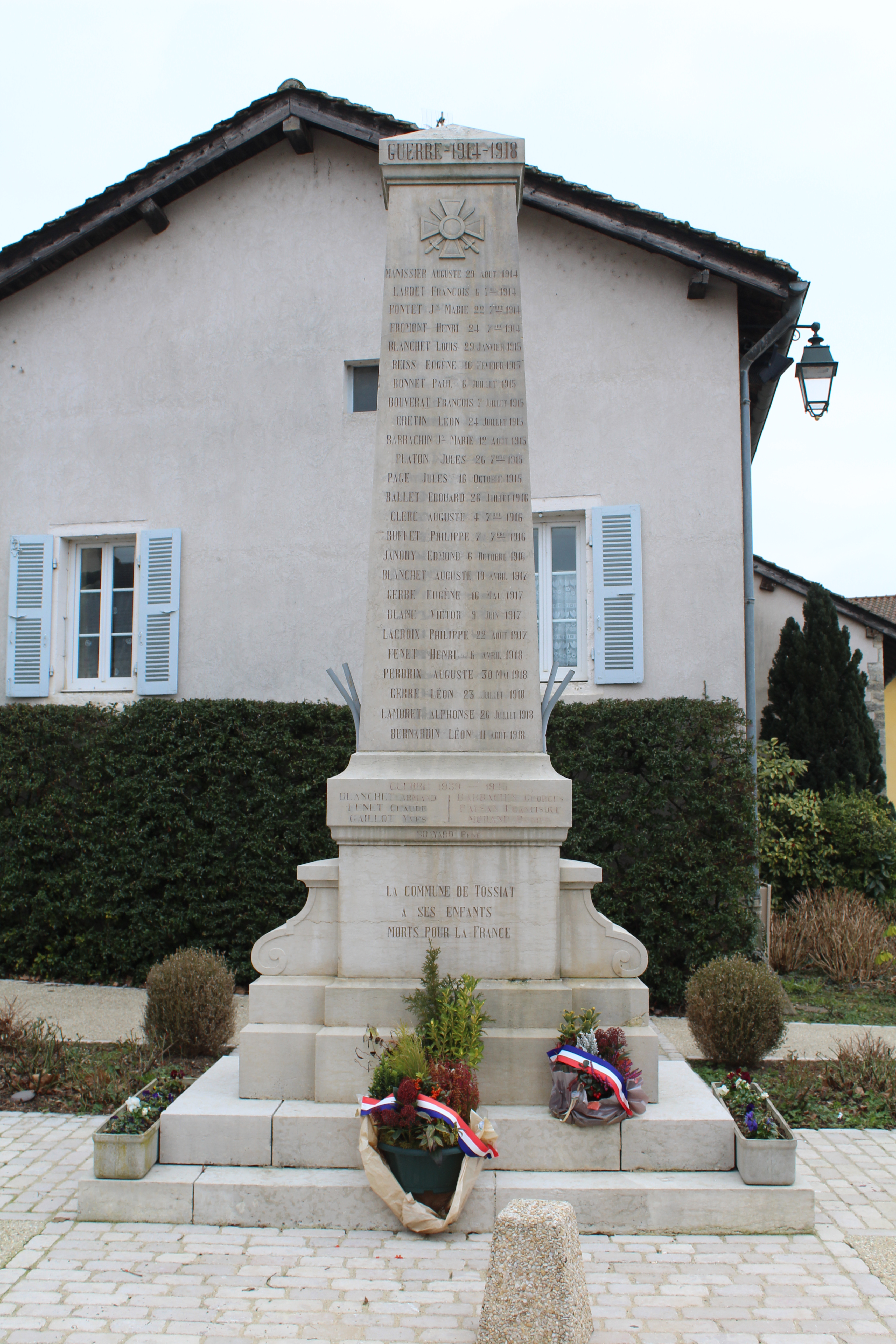
Gefallenendenkmal

## Gemeindepartnerschaft
- Hackenheim in Rheinhessen, Deutschland